# Rielasingen-Worblingen
Rielasingen-Worblingen település Németországban, azon belül Baden-Württembergben. Lakosainak száma 12 307 fő (2023. december 31.).

## Népesség
A település népessége az elmúlt években az alábbi módon változott:
| Lakosok száma | 6500 | 7818 | 8699 | 9281 | 9660 | 11 102 | 11 738 | 11 917 | 11 648 | 12 307 |
|               | 1961 | 1967 | 1974 | 1980 | 1987 | 1993   | 2000   | 2006   | 2013   | 2023   |